# Первухин, Александр Юрьевич
Александр Юрьевич Первухин (25 декабря 1958, Алдан, Якутия, СССР) — советский и российский регбист, главный тренер «Енисей-СТМ».

## Биография
В 1976 году окончил среднюю школу, в 1977—1979 годах проходил службу в рядах Советской армии. Регби занимался под руководством Виктора Ивановича Зеера. После демобилизации поступил в Красноярский политехнический институт (КПИ), в котором учился в 1979—1984 годах. С момента поступления в институт и по 1991 год включительно выступает за команду «Политехник», впоследствии изменившую название на «КЭС», «ЭТС» и в конечном итоге ставшей «Красным Яром». В составе команды становится чемпионом СССР по регби в 1990 году, вице-чемпионом в 1988 году и бронзовым призёром в 1989 году.
С 1992 по 1994 год исполняет обязанности играющего тренера другой красноярской команды «Сибтяжмаш», позже переименованной в «Енисей-СТМ». В команду его пригласил на пост тренера также тренировавший команду Валерьян Багдасаров: Первухин, ещё будучи игроком, был также комсоргом команды. На посту тренера он сменил Владимира Кичайкина.
В 1995 году Первухин заканчивает карьеру и становится главным тренером в клубе. В 1997 году под его руководством СТМ впервые стал бронзовым призёром чемпионата страны. Два года спустя, в 1999 году, команда выигрывает своё первое золото чемпионата России. Далее Первухин ещё пять раз приводит клуб к золотым медалям в 2002, 2005, 2011, 2012 и 2014 годах.
Плюс ещё восемь раз (в 2000—2001, 2003—2004, 2007, 2009—2010, 2013 г.г.) становился вице-чемпионом, дважды (2006, 2008) бронзовым призёром; присовокупив к этому четыре (2000, 2001, 2008, 2014 г.г.) победы в Кубке России. Также под его руководством команда становится обладателем первого Суперкубка России в 2014 году.
В июне 2001 года утвержден исполкомом Союза Регбистов России старшим тренером сборной страны. С весны 2003 по июнь 2004 года — главный тренер национальной команды России. Вновь в тренерском штабе сборной страны — в 2005—2006 г.г. (сначала и/о главного тренера; а затем — старший тренер).
В 2004 году попал в автокатастрофу, получив перелом ноги, и долго лечился, однако не снимал с себя обязанности тренера «Енисей-СТМ». После завершения розыгрыша Кубка европейских наций (тогдашнего чемпионата Европы), на котором россияне заняли 4-е место, подал в отставку. Вместо него сборной стал руководить Игорь Миронов, а сам Первухин посещал матчи сборной как зритель.
В 2012 году Александру Первухину было присвоено звание «Заслуженный работник физической культуры и спорта Красноярского края»
26 декабря 2014 года решением Исполкома Федерации Регби России (ФРР) снова назначен главным тренером сборной России. Отправлен в отставку 19 февраля 2018 года, преемником был назначен его ирландский помощник Марк Макдермотт.

## Достижения
В качестве игрока:
- Чемпион СССР — 1 раз (1990)
- Серебряный призёр чемпионата СССР — 1 раз (1988)
- Бронзовый призёр чемпионата СССР — 1 раз (1989)

В качестве главного тренера и председателя тренерского совета:
- Чемпион России — 12 раз (1999, 2002, 2005, 2011, 2012, 2014, 2016, 2017, 2018, 2019, 2020/21, 2021/22)
- Обладатель Кубка России по регби — 8 раз (2000, 2001, 2008, 2014, 2016, 2017, 2020, 2021)
- Серебряный призёр чемпионата России — 9 раз (2000, 2001, 2003, 2004, 2007, 2009, 2010, 2013, 2015)
- Бронзовый призёр чемпионата России — 3 раза (1997, 2006, 2008)
- Обладатель Суперкубка России — 3 раза (2014, 2015, 2017)
- Обладатель Кубка Николаева — 5 раз (2016, 2017, 2018, 2021, 2022)
- Обладатель Континентального Щита — 2 раза (2016/17, 2017/18)